# Grillo-Theater

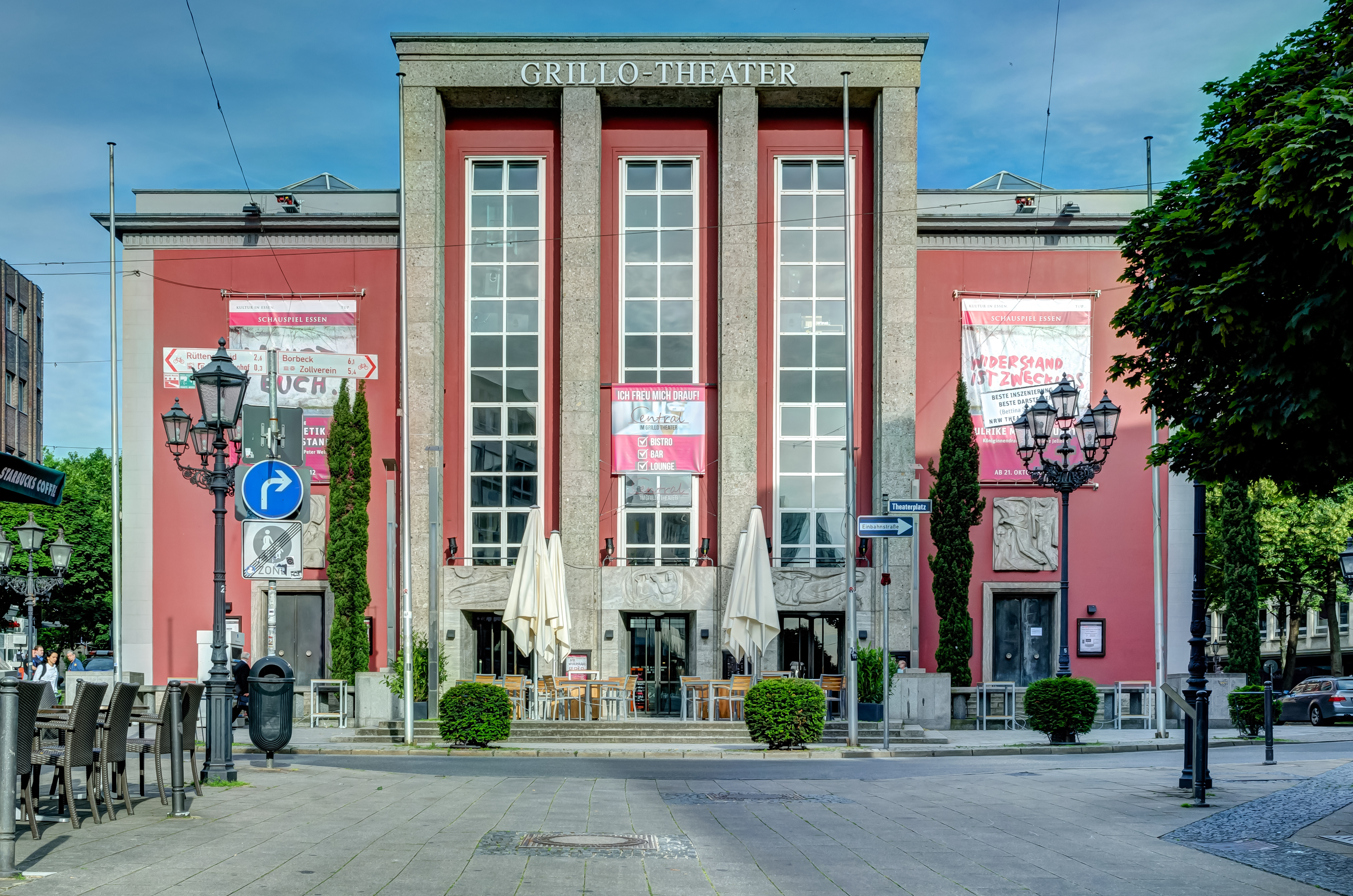
Grillo-Theater 2012

Das Grillo-Theater ist seit 1988 die Hauptspielstätte des Schauspielensembles in Essen. Es befindet sich dort im Stadtkern und hat seinen Ursprung im 1892 eröffneten Stadttheater, gestiftet von Wilhelmine Grillo, Witwe des Unternehmers Friedrich Grillo. Es zählt zu den ältesten Theatern im Ruhrgebiet.

## Geschichte

### Gründung und Entwicklung als Stadttheater

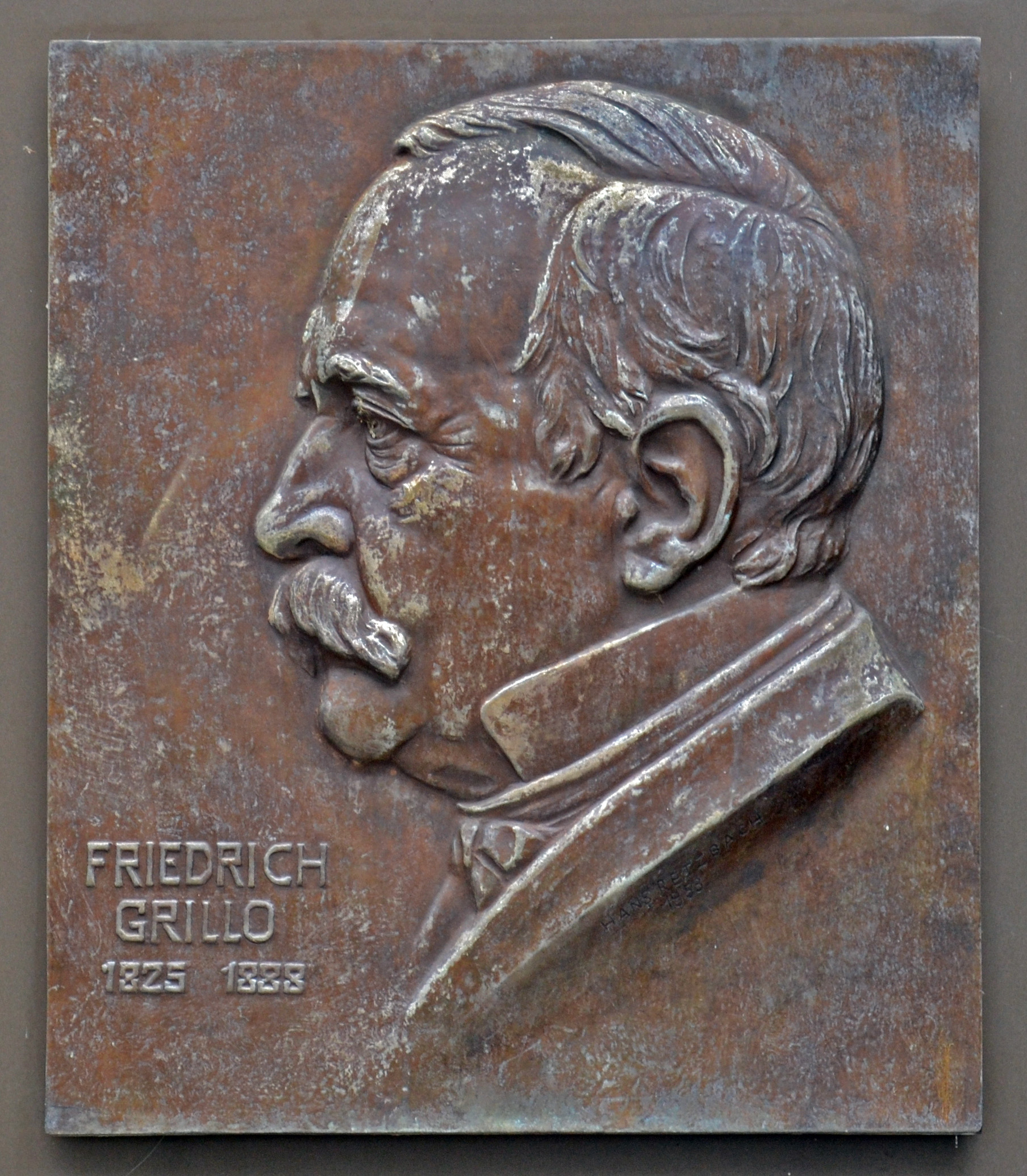
Gedenktafel für Friedrich Grillo an der Nordseite des Theaters

Auf dem Grundstück des heutigen Theaterbaus befand sich einst der Clevische Hof. Später war hier bis Anfang der 1890er Jahre das zweistöckige Gebäude einer evangelischen Schule und ein kleines Wohnhaus, in dem Friedrich Schulte ein Papiergeschäft betrieb, sowie das Elternhaus der Witwe Grillo.
Friedrich Grillos Ehefrau Wilhelmine Grillo (geb. von Born, 1829–1904, Tochter des Bankengründers Theodor von Born und Cousine des Bankiers Ludwig von Born) löste das Versprechen ihres ebenfalls an Kunst interessierten und zum Zeitpunkt der Gründung verstorbenen Mannes ein, stiftete das Grundstück und übernahm mehr als zwei Drittel der Gesamtkosten von 937.997 Mark. Das Theatergebäude wurde im neobarocken Stil nach Entwürfen des Berliner Architekten Heinrich Seeling errichtet.
Damit erlebte der bereits im April 1888 verstorbene Mäzen Friedrich Grillo den Bau und die Eröffnung des Theaters nicht mehr. In der Stadtverordnetenversammlung vom 14. Oktober 1887 kündigte Grillo an, dass er sich verpflichtet fühle, der Stadt Essen ein Theater errichten zu lassen. Dafür halte er bereits einen Betrag von 500.000 Mark bereit, werde aber für jede Art von möglichen Mehrkosten aufkommen. Er wolle das Theater in einem Stil einrichten, so dass es sich mit größeren Theatern messen könne. Zudem wolle er zeit seines Lebens für den Unterhalt des Theaters aufkommen, um der Stadt keine Kosten entstehen zu lassen. Da Grillo bereits rund ein halbes Jahr nach seiner Rede in dieser Sitzung starb, fand kein Schenkungsakt mehr über die für den Bau erforderlichen Mittel statt. Auch sein letzter Wille erwähnte das Theater nicht. Seine Witwe, Wilhelmine geb. von Born, erklärte sich jedoch als Vollstreckerin des öffentlich gemachten Planes ihres Ehemannes. Sie stellte das Grundstück ihres Elternhauses in der Straße I. Hagen mit angrenzendem, später erworbenem Garten zur Verfügung. Angrenzende Grundstücke, zu denen auch das des evangelischen Schulhauses gehörte, waren bis Ende Mai 1889 in den Besitz der Stadt Essen übergegangen. Deren Kauf war durch die Veräußerung der städtischen Parkanlagen an der Straße II. Hagen zu Bauplätzen gedeckt, so dass die Schenkungssumme bezüglich des Baugrundstücks überschaubar blieb. In einem Architektenwettbewerb erhielt von 34 Bewerbern der Berliner Architekt Heinrich Seeling den ersten Platz für die Errichtung des Theatergebäudes im neobarocken Stil. Wilhelmine Grillo nahm den Entwurf mit der Forderung an, dass ihre zur Verfügung gestellten Mittel nicht überschritten werden dürfen. Am 20. Mai 1889 fand die offizielle Übergabe der Schenkungsurkunde an die Stadt Essen statt. Am 31. Mai des Jahres verpflichtete sich zudem der Unternehmer Friedrich Alfred Krupp, den Theaterbetrieb jährlich mit 10.000 Mark zu unterstützen. Der eigentliche Bau des Stadttheaters mit einer Grundfläche von 1396 Quadratmetern begann im Frühjahr 1890 unter Bauleitung des Architekten Duhm.

Die Eingangsseite des 16 Meter hohen Gebäudes, überragt von einer Kuppel über dem Bühnenhaus, war damals wie heute der Kettwiger Straße zugewandt. Der Theatersaal bot 800 Gästen Platz. Den Bühnenbogen zierten die Worte aus Goethes Faust:

„Nur der verdient sich Freiheit für das Leben, der täglich sie erobern muss.“

Die Eröffnung des Stadttheaters fand am 16. September 1892 statt. Unter den Gästen waren die Witwe des Stifters, Wilhelmine Grillo, der Theaterdirektor Albert Berthold, die Stadtspitze und weitere Ehrengäste aus dem Bürgertum. Die Feier begann mit Ludwig van Beethovens Die Weihe des Hauses. Im Anschluss hielt Oberbürgermeister Erich Zweigert die Eröffnungsrede. Es folgte die Aufführung von Gotthold Ephraim Lessings Minna von Barnhelm.
Das Kulissenhaus des Grillotheaters war von Beginn an provisorisch in dem von der Stadtverwaltung angekauften Gebäude einer ehemaligen katholischen Volksschule östlich hinter dem Theater untergebracht. Der sich als zu klein erweisende Bühnentrakt und das Provisorium für die Kulissen forderten schon 1894 und 1896 Umbaumaßnahmen. Schließlich bewilligte die Stadt Essen 1907 insgesamt 75.000 Mark, um ein neues Kulissenhaus zu errichten und zudem die Hinterbühne und die Beleuchtungsanlage zu erweitern. Das noch im gleichen Jahr begonnene Gebäude wurde 1908 fertiggestellt. 98 Jahre später, im Jahr 2006 wurde das Kulissenhaus mit der Verbindungsbrücke zum Theaterkomplex unter Denkmalschutz gestellt. Das provisorisch genutzte ehemalige Schulgebäude war bereits kurz nach 1908 abgebrochen worden.
Das Theater beherbergte die drei Sparten Oper, Tanz und Schauspiel, wurde aber schon in der Zeit um 1900 für die rasch wachsende Großstadt zu klein. 1926–1927 ließ man einen älteren Saalbau an der Hindenburgstraße durch die Architekten Georg Metzendorf und Jakob Schneider zum Städtischen Schauspielhaus ausbauen, das jedoch im Zweiten Weltkrieg zerstört wurde.
Caspar Neher wurde 1927 Bühnenbildner und gestaltete hier acht Opern und elf Schauspiele. Der grüne Tisch von Kurt Jooss erhielt 1932 den ersten Preis beim internationalen Choreografie-Wettbewerb in Paris.

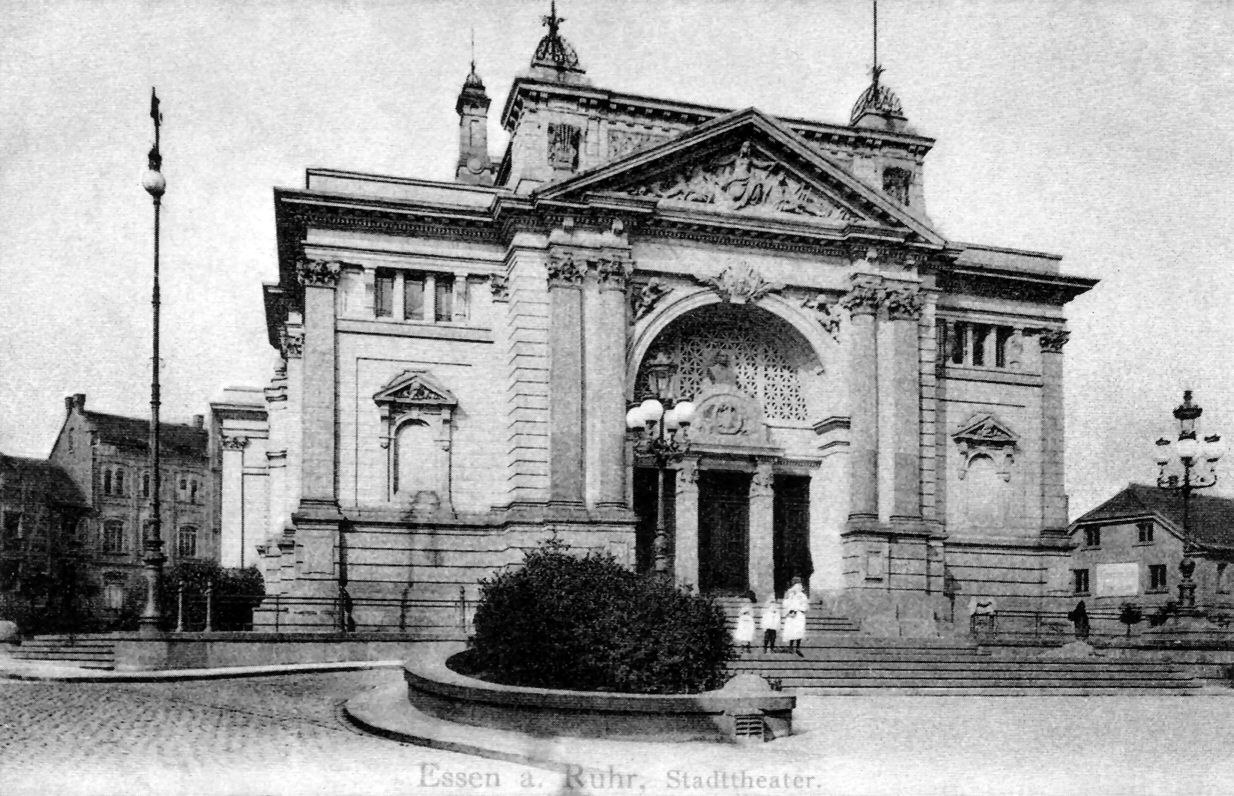
Stadttheater um 1900, die bronzene Büste Grillos befand sich über dem Haupteingang
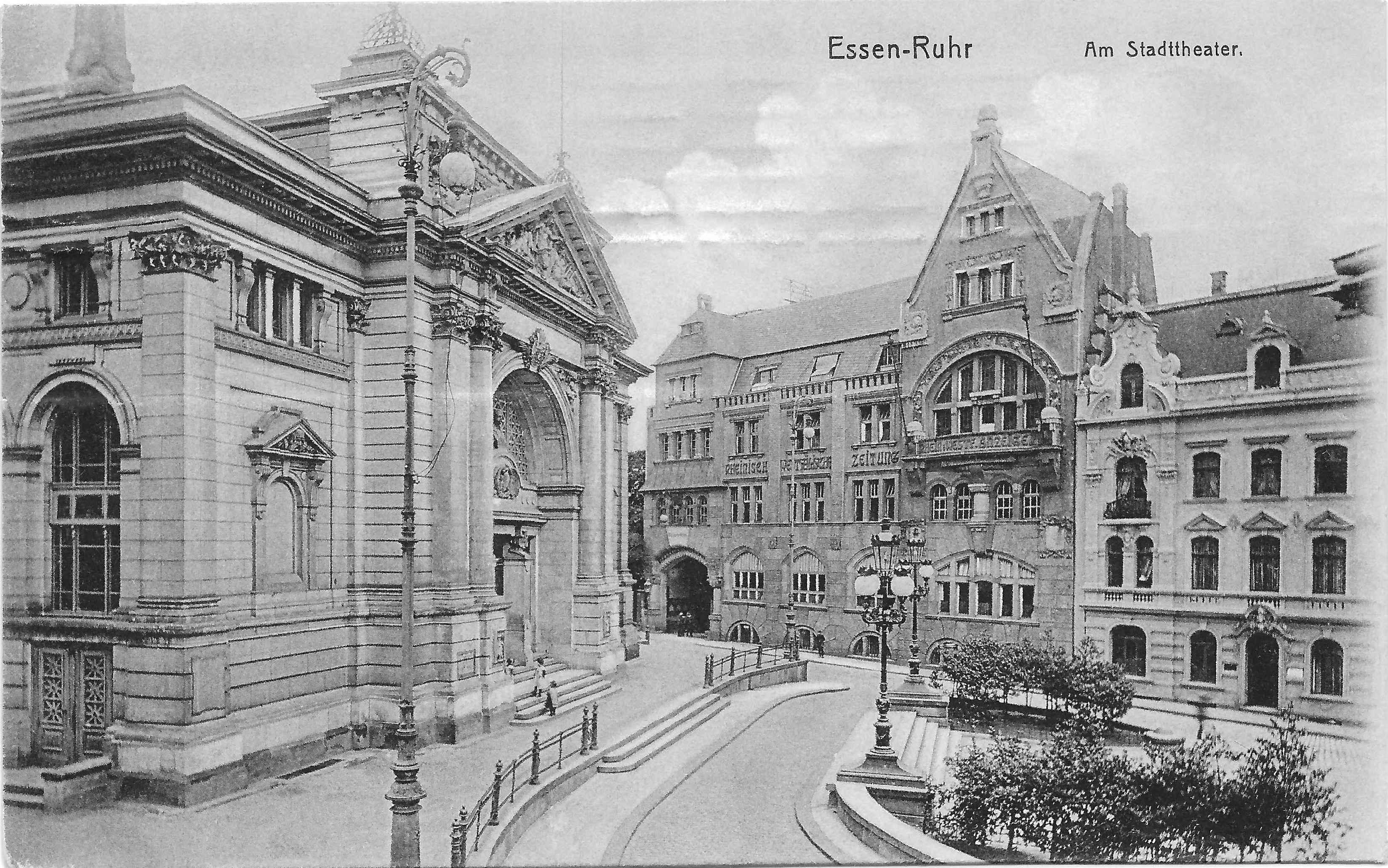
Theaterplatz um 1910
Saal von der Bühne aus gesehen, vor 1902

### Nach dem Wiederaufbau nach dem Zweiten Weltkrieg
Im Zweiten Weltkrieg wurden das Gebäude und insbesondere seine historistische Fassade weitgehend zerstört. Nach dem stark veränderten Wiederaufbau nach Plänen der Architekten Wilhelm Seidensticker (1909–2003) und Johannes Dorsch wurde das Theater 1950 mit einer Aufführung von Richard Wagners Oper Die Meistersinger von Nürnberg wiedereröffnet.
Der Bildhauer Herbert Lungwitz schuf um 1950 drei Reliefs für den Haupteingangsbereich des Theaters.
Inszenierungen von Erwin Piscator, Jean-Louis Barrault und Heinz Dietrich Kenter sorgten für den besonderen Ruf des Theaters, in dem auch der langjährige (1943–1975) Generalmusikdirektor Gustav König mit der Aufführung moderner Opern wesentliche Akzente setzte. Sein Nachfolger war von 1975 bis 1991 Heinz Wallberg, dem von 1976 bis 1978 als musikalischer Oberleiter der Oper Matthias Aeschbacher zur Seite stand, der auch später am Aalto-Theater arbeitete.
Von 1961 bis 1999 wirkte Alfons Nowacki als Schauspiel-Kapellmeister.
Von 1967 bis 1981 war der Choreograph Boris Pilato Ballettdirektor.
Von 1985 bis 1992 war Hansgünther Heyme Schauspieldirektor. Nach der Fertigstellung des Aalto-Theaters im Jahr 1988 plante die Stadt Essen, das Grillo-Theater wegen Baumängeln zu schließen. Heyme kämpfte erfolgreich gegen diese Pläne. Durch aufwändige Umbauten nach Entwurf des Architekten Werner Ruhnau – unter Reduzierung von 670 auf 400 Plätze – wurde ein variables Raumtheater geschaffen, das nun lediglich dem Schauspiel dient. Die Wiedereröffnung fand im September 1990 mit einer Aufführung von Shakespeares Sommernachtstraum statt.

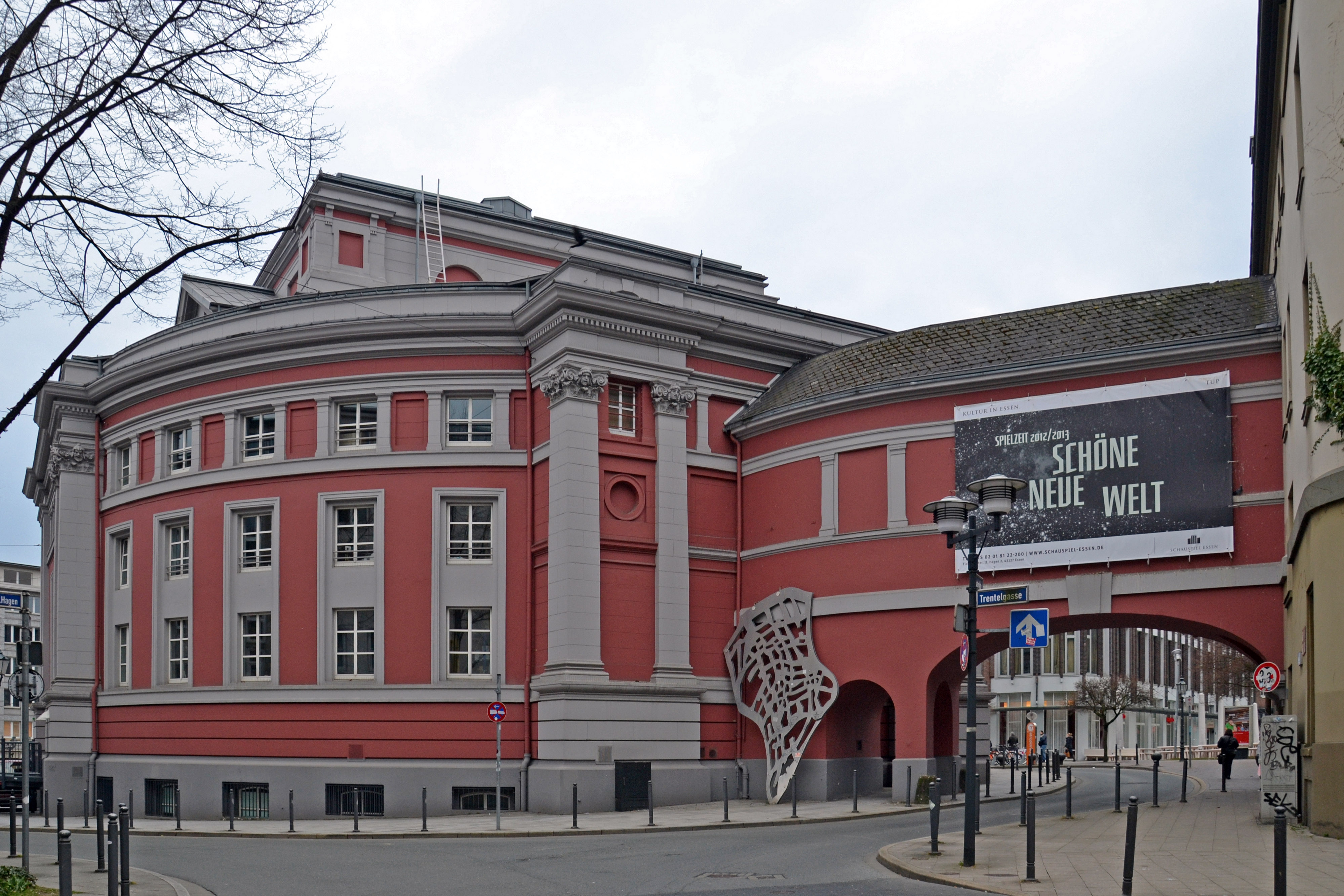
Nordseite mit Brücke zum Kulissenhaus
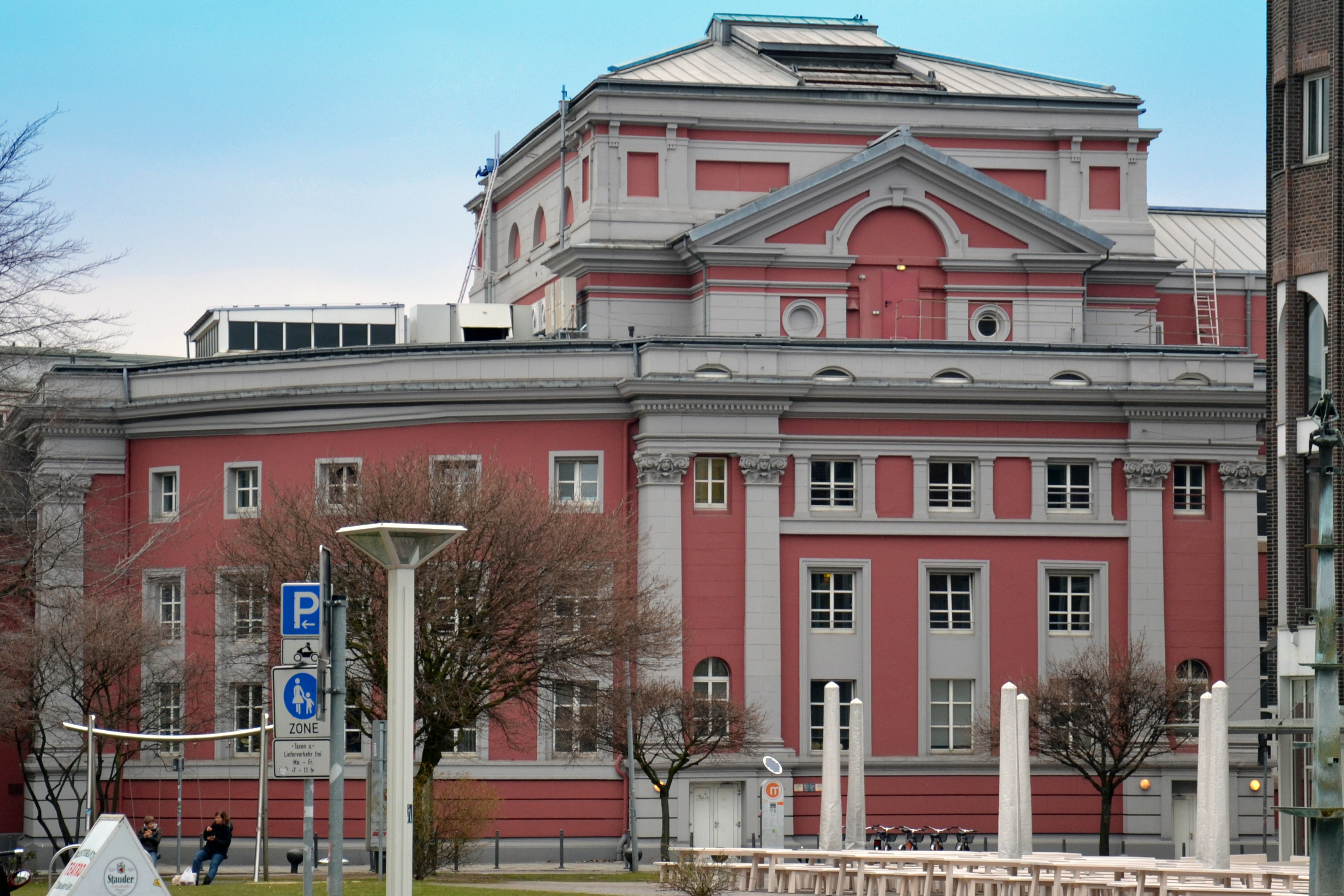
Südansicht
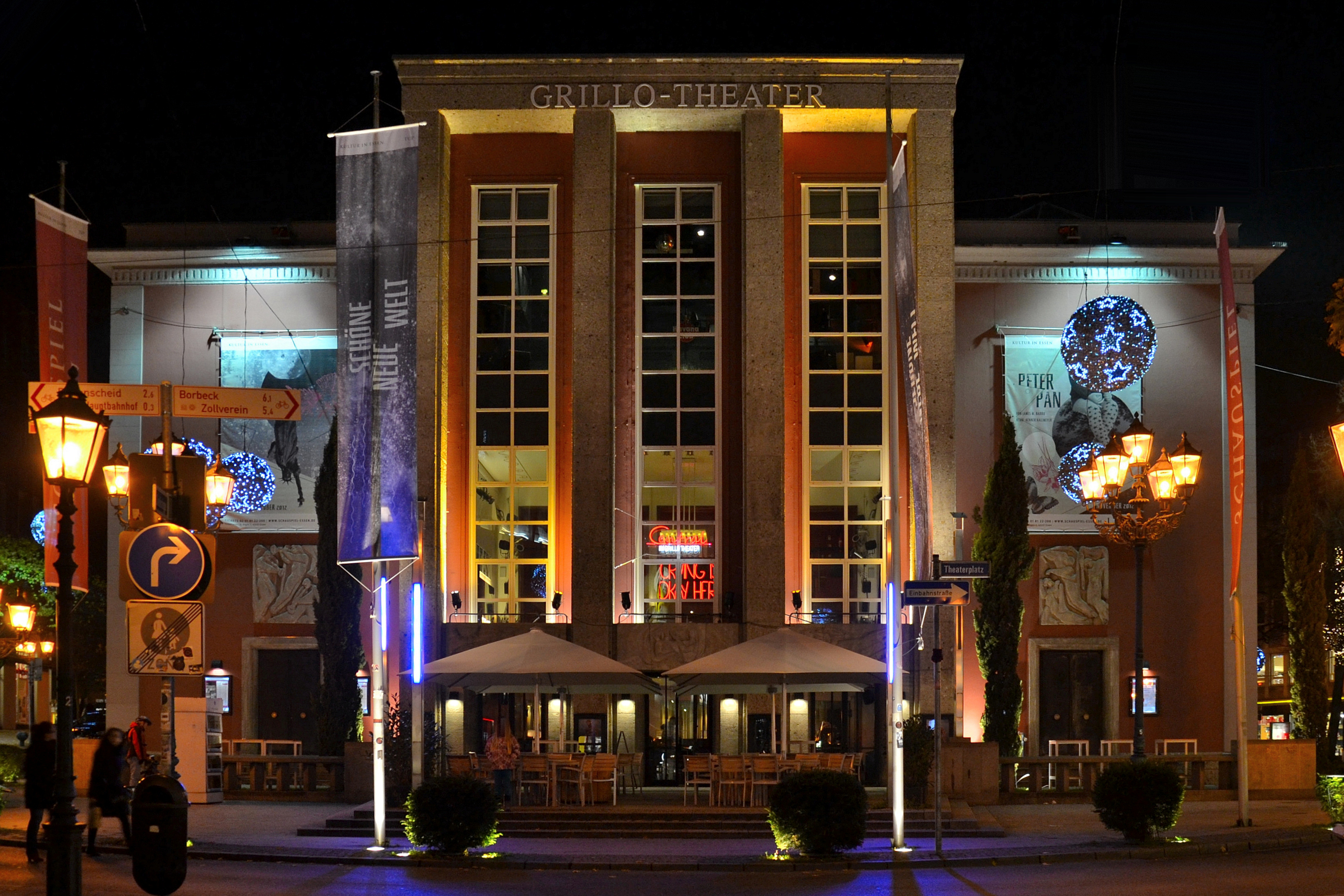
Grillo-Theater während der Essener Lichtwochen 2012
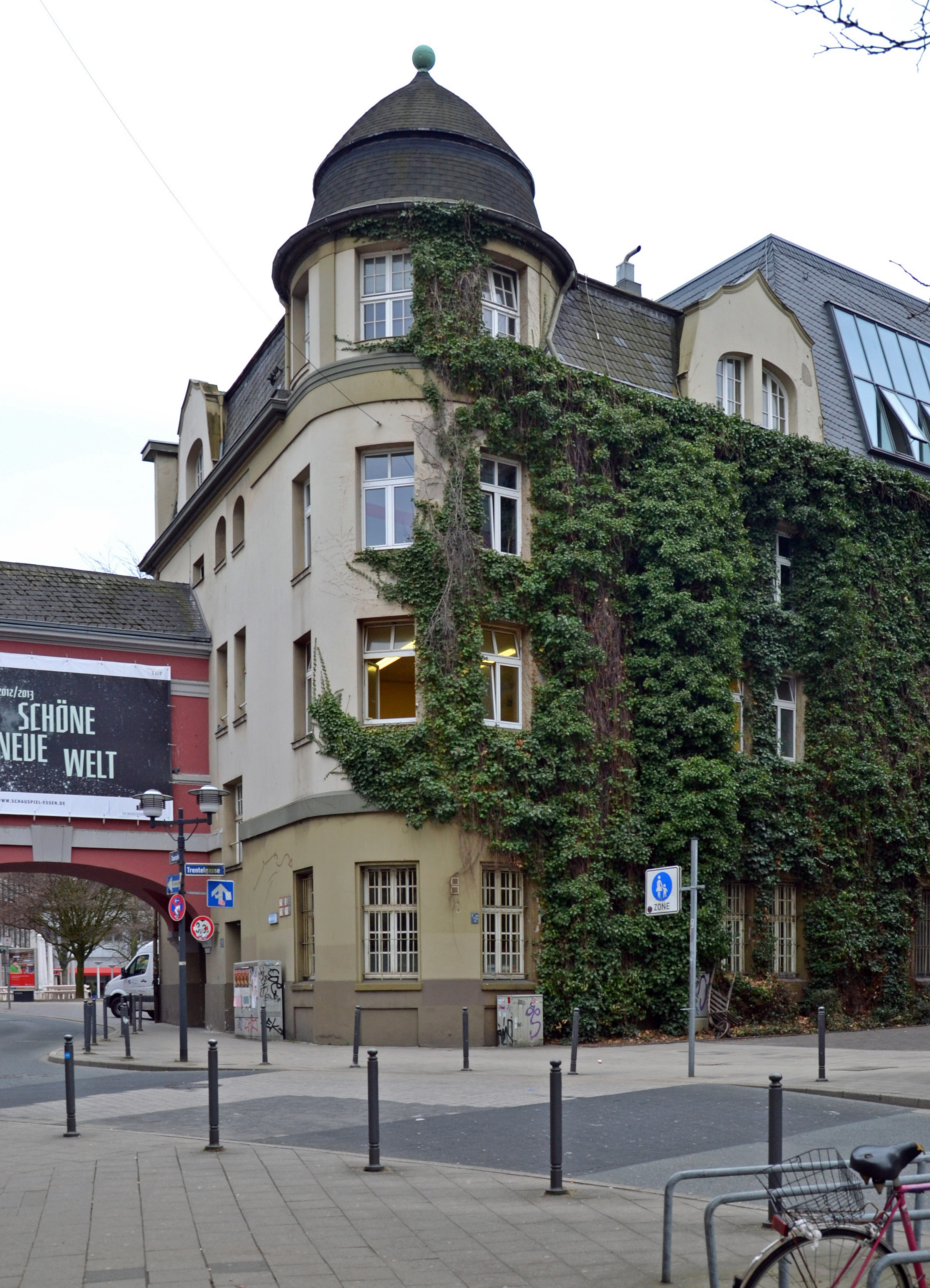
Kulissenhaus hinter dem Grillo-Theater
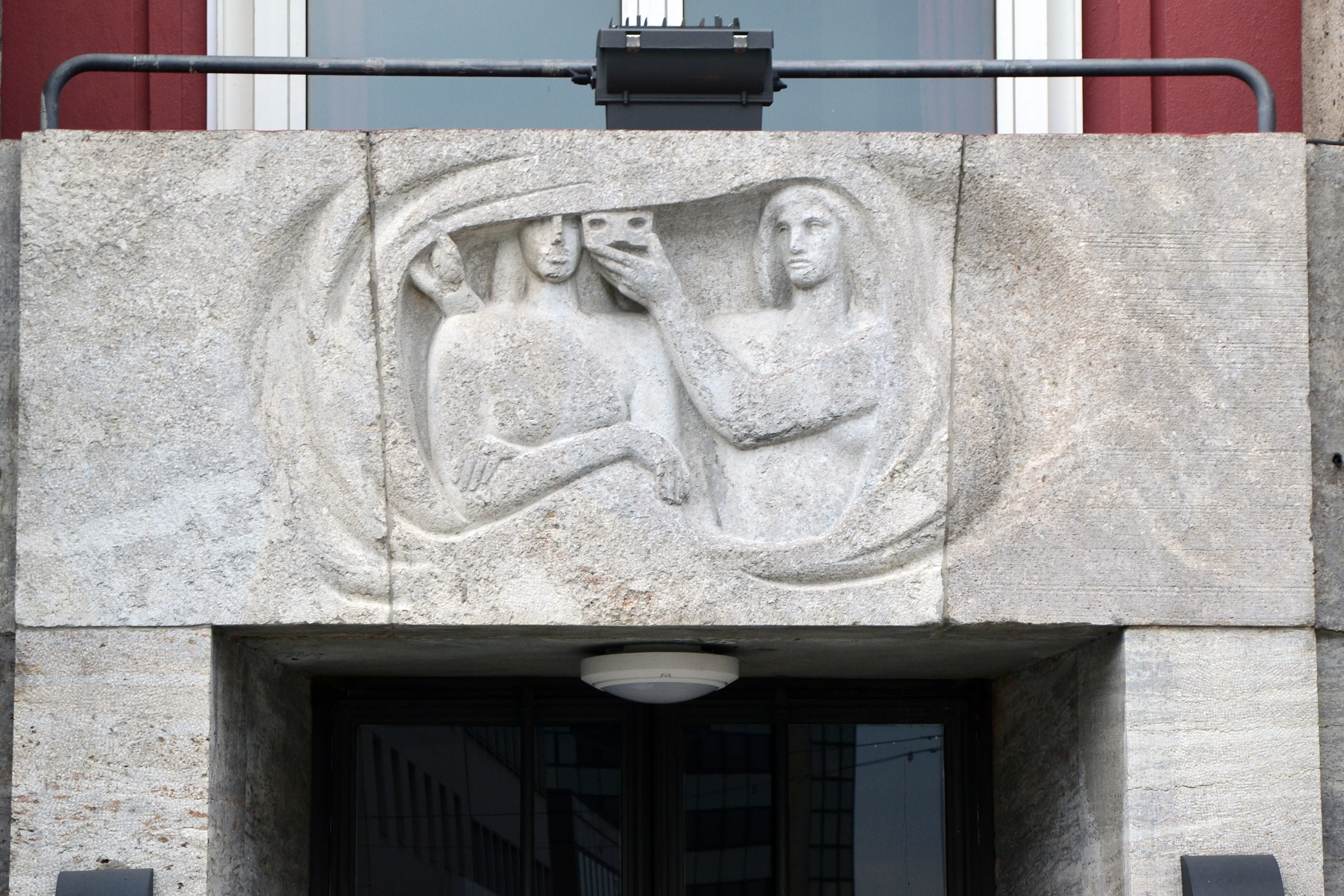
Relief von Herbert Lungwitz über dem Haupteingang
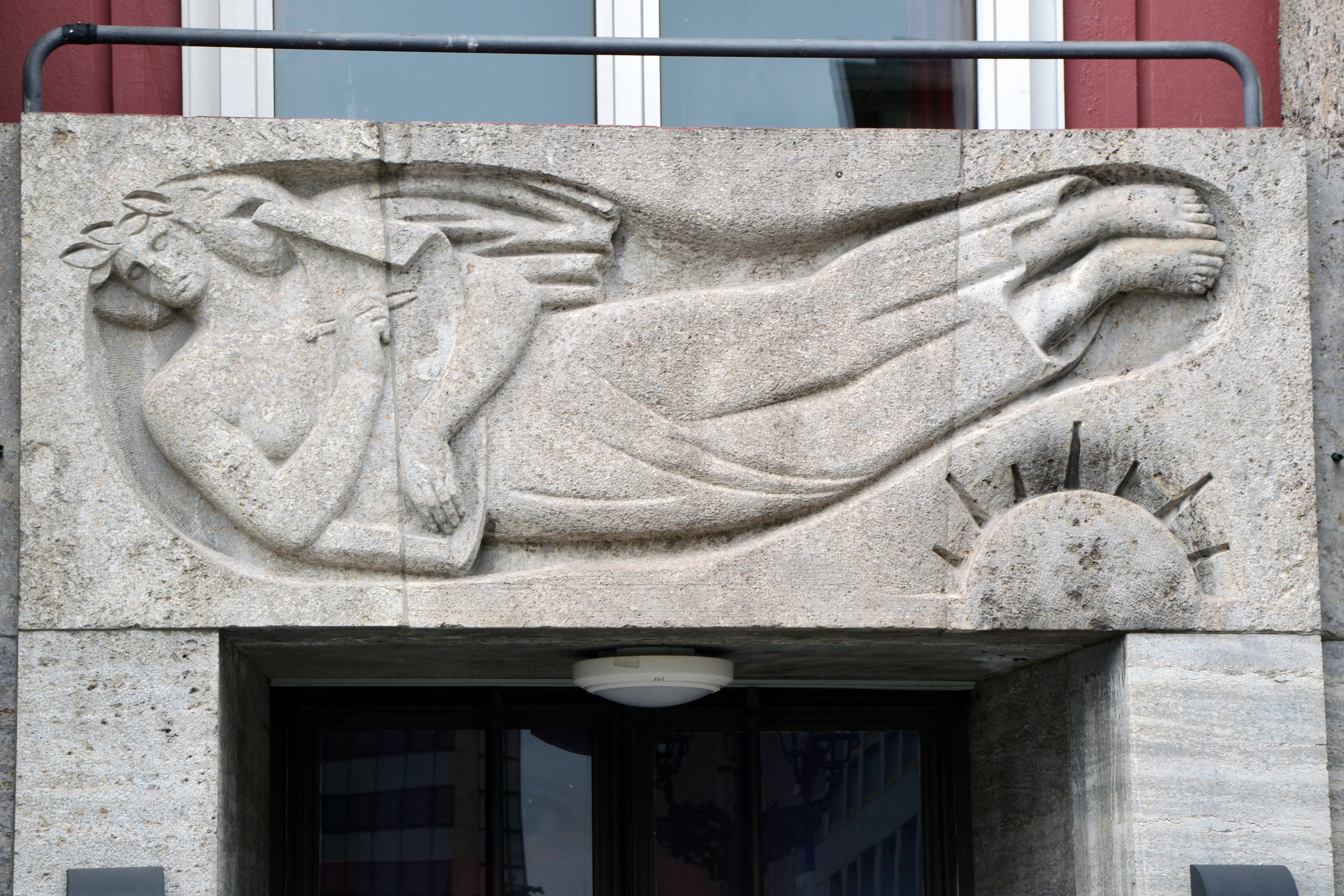
Relief von Herbert Lungwitz über dem Haupteingang
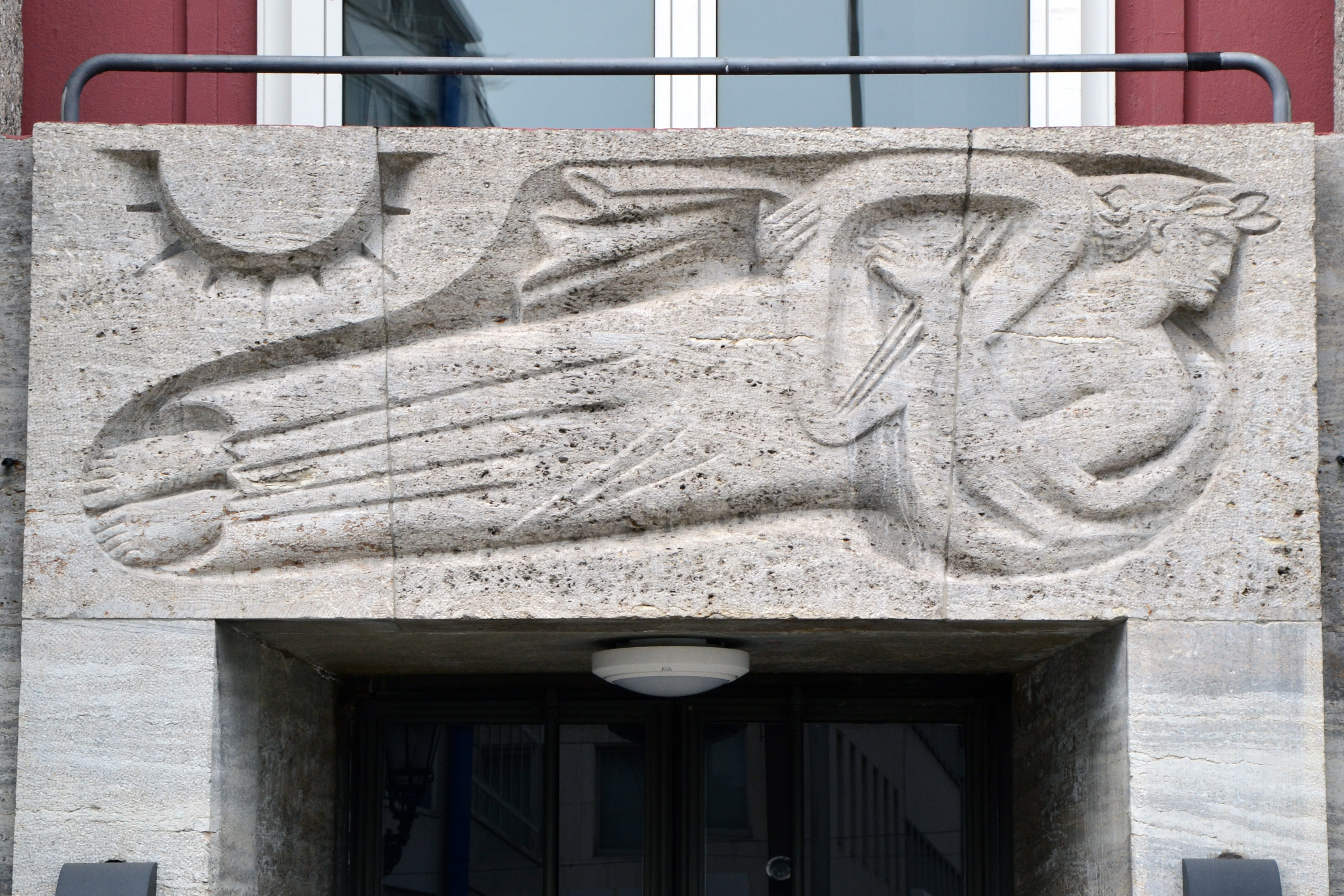
Relief von Herbert Lungwitz über dem Haupteingang

## Theaterdirektoren, Intendanten und Generalintendanten
- 1892–1894: Albert Berthold
- 1894–1900: Louis Ockert
- 1900–1907: Hans Gelling
- 1907–1912: Georg Hartmann
- 1912–1918: Johannes Maurach
- 1918–1920: Willy Becker
- 1920–1921: Paul Trede
- 1921–1931: Stanislaus Fuchs
- 1931–1932: Rudolf Schulz-Dornburg und Alfred Noller
- 1932–1933: Ewald Lengstorf und Alfred Noller
- 1932–1940: Alfred Noller
- 1940–1958: Karl Bauer
- 1958–1974: Erich Schumacher
- 1974–1978: Jürgen Dieter Waidelich
- 1978–1983: Ulrich Brecht
- 1983–1984: Helmut Wessel-Therhorn, David Esrig, Heidrun Schwaarz, Hildegard Bergfeld
- 1983–1984: David Esrig
- 1984–1984: Ilka Boll
- 1984–1985: Manfred Mützel
- 1985–1986: Dieter Wilhelmi
- 1986–1992: Manfred Schnabel
- 1985–1992: Hansgünther Heyme (Schauspiel)
- 1993–2005: Jürgen Bosse (Schauspiel)
- 2005–2010: Anselm Weber (Schauspiel)
- 2010–2023: Christian Tombeil (Schauspiel)
- 2023–2025: Selen Kara und Christina Zintl (Schauspiel)
- seit 2025: Selen Kara (Schauspiel)

## Ur- und Erstaufführungen (Auswahl)
- Alban Berg: Lulu (1953)
- Aribert Reimann: Stoffreste (1959)
- Alexander Solschenizyn: Republik der Arbeit (1974)
- Richard O’Brien: The Rocky Horror Show (1980)
- Klaus Pohl: Manni Ramm (1994)